# Pseudonaja elliotti
Pseudonaja elliotti är en ormart som beskrevs av HOSER 2003. Pseudonaja elliotti ingår i släktet Pseudonaja och familjen giftsnokar och underfamiljen havsormar. Inga underarter finns listade i Catalogue of Life.
Pseudonaja elliotti beskrevs efter exemplar från västra New South Wales i Australien. Pseudonaja elliotti godkänns inte som art av The Reptile Database. Populationen infogas istället som synonym i brunorm (Pseudonaja textilis).